# 타메를란 차르나예프

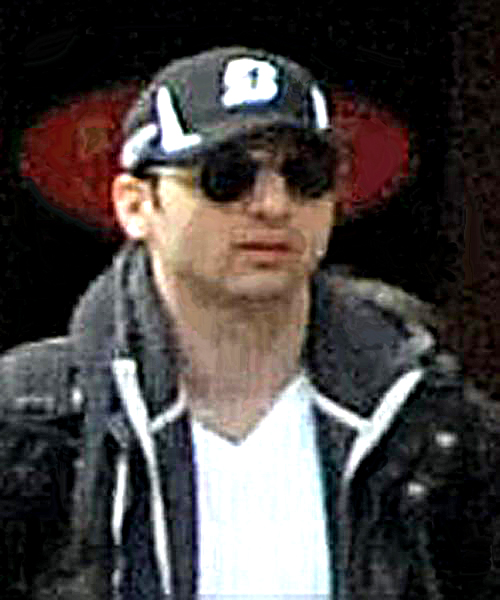
타메를란 차르나예프

타메를란 안조로비치 차르나예프(러시아어: Тамерла́н Анзо́рович Царна́ев, 1986년 10월 21일~2013년 4월 19일)는 러시아계 미국인 테러리스트이자 이슬람 운동가이다.

## 생애
타메를란 차르나예프는 1986년 10월 21일 러시아 옐리스타에서 출생했다. 그의 부모님은 체첸계 러시아인이었고, 타메를란은 2000년에 부모님, 동생 조하르와 미국으로 이민을 갔다.
타메를란은 권투선수가 되려고 했으나, 지속적인 실패와 방탕한 생활로 좌절했다. 타메를란의 어머니는 타메를란의 방황을 막기 위해 타메를란에게 지속적으로 이슬람교를 주입시켰다. 타메를란은 급진적인 이슬람 근본주의자가 되었고, 동생 조하르와 함께 테러를 결심했다.

## 보스턴 마라톤 테러 감행
2013년 4월 15일, 보스턴 마라톤 대회가 열렸다. 타메를란과 조하르는 현지시각 2시 50분경, 폭탄을 결승점 직전 지점에서 폭파하였다. 그리하여 3명이 사망하고, 264명이 부상당했다.
타메를란과 조하르는 이후 도주하다가 4월 19일, 타메를란이 경찰에 의해 사살되었다는 사실이 밝혀졌다. 또한 동생이자 공범인 조하르 차르나예프는 체포되어 사형을 선고받고 복역 중이다.

## 같이 보기
- 보스턴 마라톤 폭발 사건
- 조하르 차르나예프